# Улемльская волость
У́лемльская волость — административно-территориальная единица в составе Жиздринского уезда Калужской губернии (с 1920 года —  Брянской губернии).
Административный центр — село Улемль.

## История
Волость образована в ходе реформы 1861 года и первоначально входила в Жиздринский уезд Калужской губернии.
В состав волости входили 14 селений: сёла Улемль и Любышь, деревни Альшаница, Большая Жукова, Дубровка, Иночка, Коренево, Лукавец, Малая Жукова, Псурь, Псурский Хутор, Романовка, Стайки и Хизовка. К 1913 году к ним прибавились деревни Корнеевский хутор, Лукавский хутор, Семибратский хутор и Хутор Пермилово.
Население волости составляло в 1880 году — 6572, в 1896 — 8621, в 1913 — 12 006, в 1920 — 10 239 человек.
В 1920 году она вместе со всем Жиздринским уездом вошла в состав Брянской губернии, а в 1924 году расформирована и разделена по реке Болве между Дятьковской волостью Бежицкого уезда (западная часть) и Жиздринской волостью (восточная часть). В настоящее время эти территории относятся соответственно к Брянской и Калужской областям.